# Щедрина, Галина Константиновна
Галина Константиновна Щедрина (29 августа 1940 — 2004, Санкт-Петербург) — советский и российский культуролог, искусствовед, доктор культурологии, профессор.

## Биография
Окончила факультет теории и истории искусств Института живописи, скульптуры и архитектуры им. И. Е. Репина (1963). В 1970-е годы преподавала историю искусства в Ленинградском художественном училище (ЛХУ) имени В. А. Серова (с 1992 года — Санкт-Петербургское художественное училище им. Н. К. Рериха). В 1987 году защитила диссертацию «Национальное и интернациональное в советском монументальном искусстве» (кандидат искусствоведения). В 1999 защитила докторскую диссертацию «Историческая типология художественной культуры: эстетические основания» (доктор культурологии). С 1980 по 1998 — работала старшим преподавателем, а затем — доцентом кафедры общественных наук Институтата живописи, скульптуры и архитектуры им. И. Е. Репина. Читала курсы эстетики и истории эстетической мысли. С 1998 по 2004 — профессор кафедры художественной культуры РГПУ им. А. И. Герцена. Круг научных интересов — теория и история культуры, эстетика.

## Публикации (выборочно)
- Степанов Г. П., Щедрина Г. К. Дрезден / Ленинградская организация ордена Ленина Союза архитекторов СССР. — Л.: Стройиздат. Ленингр. отд-ние, 1976. — 120 с. — (Города-побратимы Ленинграда). (обл.)
- Философско-эстетическое самосознание средневековой художественной культуры // Художественная культура в докапиталистических формациях: Структурно-типологическое исследование. Л., 1984.
- Искусство как этнокультурное явление // Искусство в системе культуры. СПб., 1987.
- Античная художественная культура. Уч. пос. СПб., 1993.
- Эстетическое и художественное // Эстетика. Культура. Образование. СПб., 1997.
- Эстетика в постмодернистском измерении // Человек и современный мир. СПб., 1997.
- Мир искусства и картина мира // Ценности культуры. СПб., 1998.
- Эстезис художественной культуры // Культурологические исследования: направления, школы, проблемы. СПб., 1998.
- Художественная культура и эстетика. СПб., 1999.
- Пространственно-временные, зрелищные искусства // Основы теории художественной культуры. СПб., 2001.
- О художественной культуре модернизма: в развитие одной идеи // В пространстве гуманитарного знания. — СПб., 2001.